# 天津市工商业联合会
天津市工商业联合会，简称天津市工商联，同时称天津市商会，是中国共产党领导的、天津市工商界组成的统战性、经济性、民间性的人民团体和商会组织。